# ブラーム・スタイン
ブラーム・スタイン（Braam Steyn、1992年5月2日 - ）は、ユナイテッド・ラグビー・チャンピオンシップ、ベネットン・ラグビーに所属するラグビーユニオン選手。

## プロフィール
- 南アフリカ共和国・クラドック出身。
- ポジションはフランカー(FL)。
- 身長 193cm、体重 110kg
- U20南アフリカ代表に選ばれたことがある[1]。
- イタリア代表キャップは50（2022年12月現在）でワールドカップ2019のイタリア代表に選ばれた[2]。

## 略歴
ナタール・シャークス、モリアーノ、カルヴィザーノ、ゼブレを経て、2015年、ベネットンに加入。 